# Église de l'Assomption de Charnoz-sur-Ain
Pour les articles homonymes, voir Église de l'Assomption.
L'église de l'Assomption est un édifice religieux catholique sis à Charnoz-sur-Ain, dans le département de l'Ain en région Auvergne-Rhône-Alpes (France) .
Elle fait l'objet d'une inscription au titre des monuments historiques depuis le 7 décembre 1925.

## Présentation
L'église est située dans le département français de l'Ain, sur la commune de Charnoz-sur-Ain. L'édifice est inscrit au titre des monuments historiques en 1925.